# Mignon (máquina de escribir)

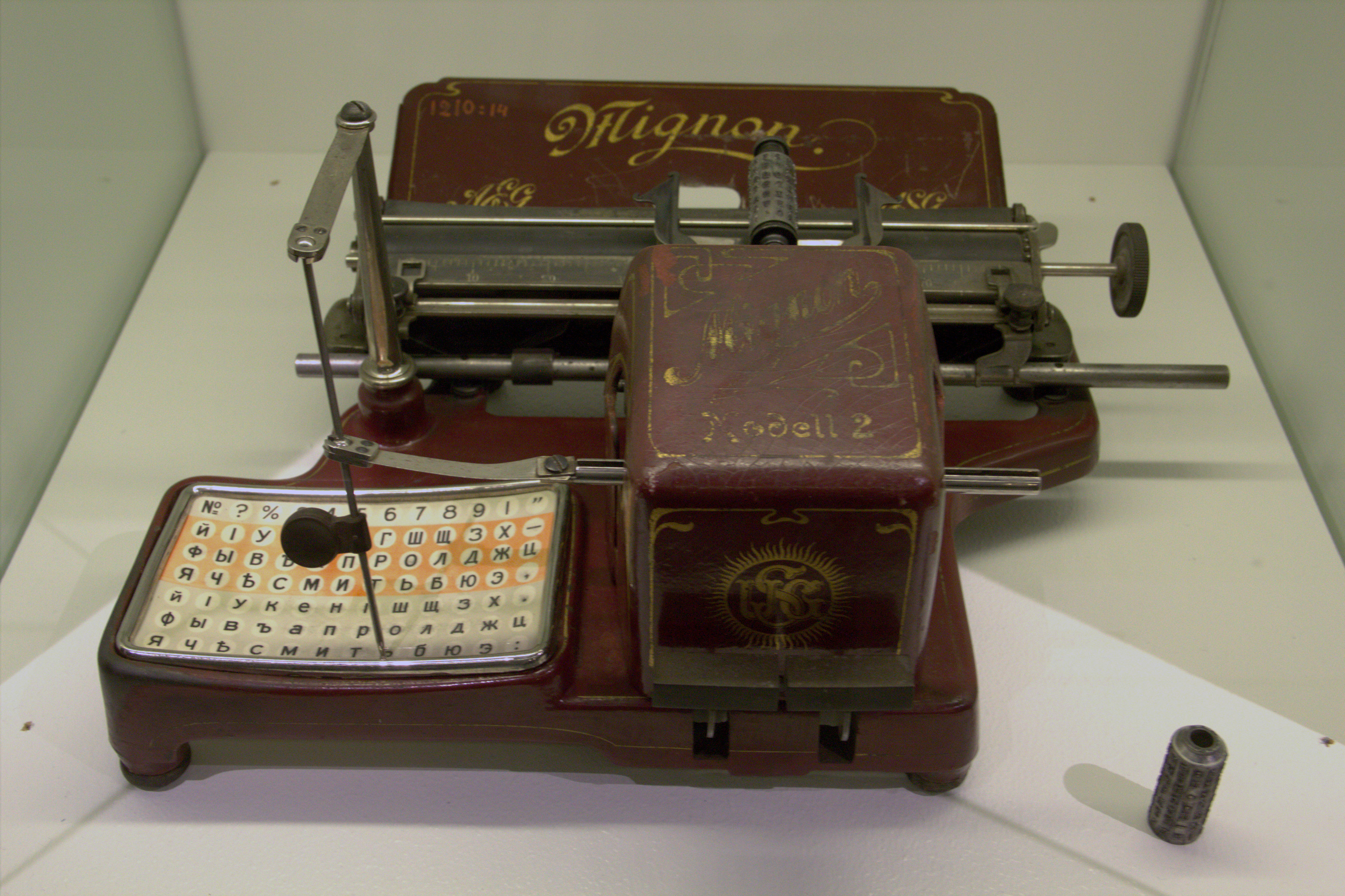
Mignon modell 2, 1906

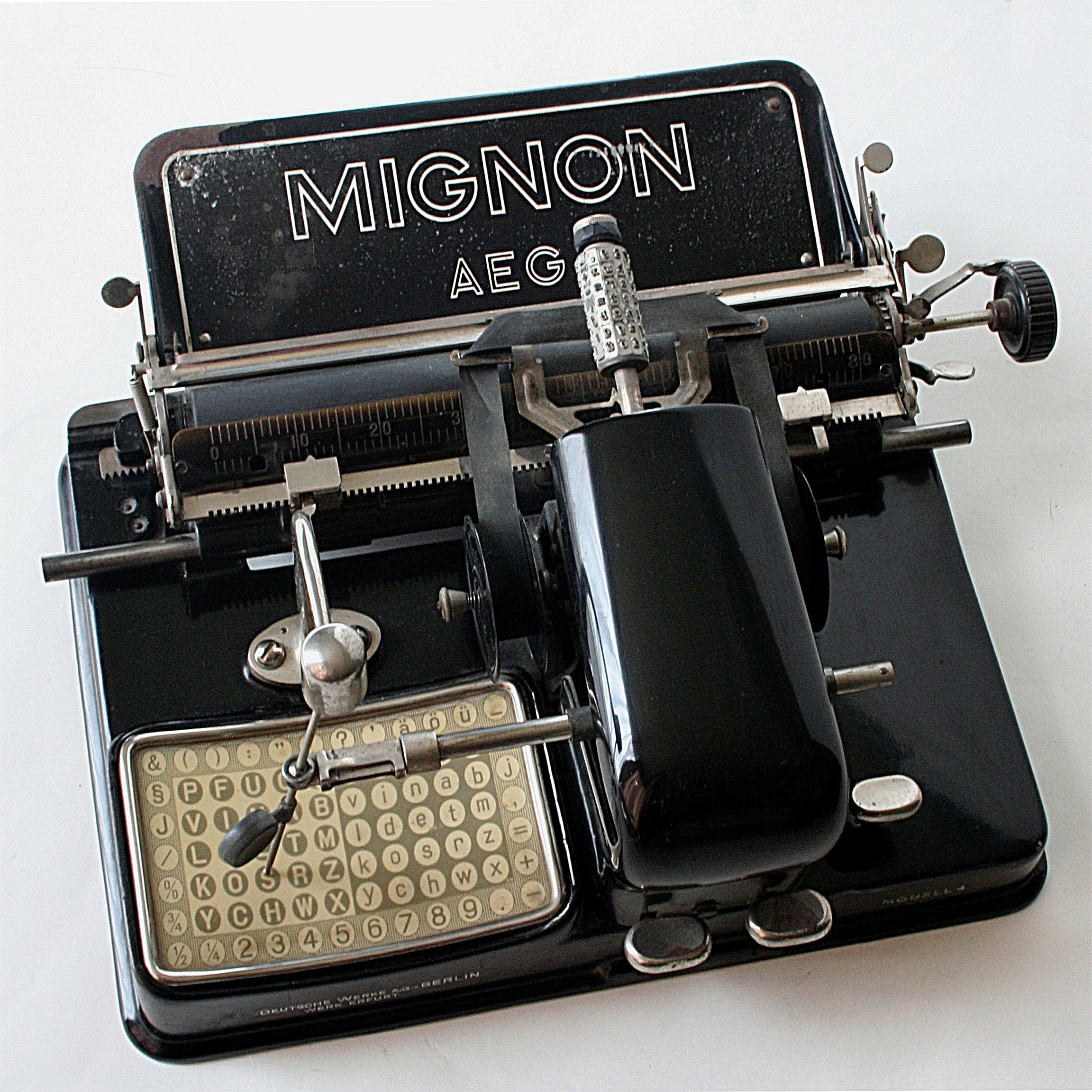
Mignon Modelo 4, 1924.

La  Mignon  es una máquina de escribir inventada por Friedrich von Hefner-Alteneck en 1903 y que fue fabricada por la empresa alemana AEG en Alemania desde 1904 hasta 1934 .
En lugar de utilizar las palancas con los tipos en la punta para imprimir las letras, lo hacía mediante un cilindro con letras (cilindro de tipos de letra), con un giro sobre su eje permitiendo seleccionar 12 columnas de caracteres y un movimiento de traslación para la selección de 7 filas de caracteres. Este cilindro podía ser intercambiado para escribir en diferentes tipos de letra. Para el modelo 4, que fue vendido a partir de 1924, había disponibles 26 cilindros de tipos diferentes, incluyendo dos con el alfabeto cirílico.

## Utilización
Cada cilindro venía con una plancha rectangular metálica (con una matriz de 7x12) que llevaba grabados los diferentes caracteres que se podían imprimir, en una posición que se correspondía vis a vis con cada uno de los caracteres del cilindro. Esta tabla se colocaba dentro de un encaje situado bajo el puntero de la máquina Mignon.
Mientras con la mano izquierda se ponía el puntero sobre el carácter deseado, con la mano derecha se presiona una tecla que a través de un mecanismo palanca-embrague hacía percutir el cilindro sobre el rodillo de arrastre del papel, de manera que la letra elegida quedaba impresa en el lugar correspondiente. Había una segunda tecla para hacer avanzar un espacio sin imprimir.

## Origen
Máquina de escribir Index AEG Mignon.
Alemania Circa 1915.
Como muchas invenciones, la Mignon fue al principio el “ahijado” de una idea totalmente diferente!
Su fabricante Gesellschaft de Allgemeine Electrizitäts (AEG) de Berlín, que en junta directiva sentó al creador y al director anterior de la división de dínamos de Siemens; Friedrich von Hefner-Alteneck
Puesto que Hefner-Alteneck tenía experiencia relevante en el campo de la telegrafía eléctrica, podía convencer a la junta directiva que desarrollase una máquina de escribir eléctrica para ampliar la línea de productos de la compañía. Bajo su dirección, se diseñó una máquina de escribir eléctrica de teclado para uso profesional, y se fabricaron seis prototipos.
Al mismo tiempo, en 1901-1902, se construyó una máquina de escribir mecánica index para uso personal; La Mignon, fue desarrollada sobre la base de una patente de Louis Sell de Berlín (Nº 149308 del 22 de diciembre de 1901), y se fabricaron las primeras 50 máquinas. La junta directiva no pudo ser persuadida para que la máquina eléctrica estuviera lista para el mercado, y vio verdadero potencial de ventas solamente para la Mignon. Así, la máquina que había sido concebida solamente como idea secundaria al proyecto principal, fue puesta en producción total en 1903

## Modelos
| Año     | Modelo           | Imagen | Cantidad |
| ------- | ---------------- | ------ | -------- |
| 1903–04 | Mignon 1         |        | 100      |
| 1904–   | Mignon 2         |        |          |
| –1923   | Mignon 3         |        |          |
| 1923–33 | Mignon 4         |        |          |
| 1933–   | Olympia Plurotyp |        |          |